# مارتینه اور
مارتینه اور (انگلیسی: Martine Ohr؛ زادهٔ ۱۱ ژوئن ۱۹۶۴) بازیکن هاکی روی چمن اهل هلند بود.
وی در مسابقات کشوری و بین‌المللی در مجموع برندهٔ ۵ مدال طلا ، ۲ مدال برنز شده‌است.